# أولينا بيتروفا
أولينا بيتروفا (بالأوكرانية: Петрова Олена Юріївна)‏ هي متسابقة بياثل أوكرانية، ولدت في 24 سبتمبر 1972 في Sharkan ‏ في روسيا.

## وصلات خارجية
- أولينا بيتروفا على موقع IBU (الإنجليزية)
- أولينا بيتروفا على موقع أوليمبيديا (الإنجليزية)